# Дог (фільм, 2022)
«Дог» (англ. Dog, дослівний переклад — Собака) — американський комедійний фільм режисерів Ченнінга Татума і Ріда Кероліна (їхній повнометражний режисерський дебют). Головні ролі виконали Татум, Джейн Адамс, Кевін Неш, К'оріанка Кілчер, Ітан Саплі, Еммі Рейвер-Лемпман та Білл Берр.
Прем'єра фільму у США відбулася 18 лютого 2022 року.

## Сюжет
Армійський рейнджер Бріггс і його супутниця, собака на прізвисько Лулу, подорожують Тихоокеанським узбережжям. Їм необхідно встигнути на похорон свого найкращого друга та дресувальника.

## У ролях
- Ченнінг Татум — армійський рейнджер Бріггс
- Джейн Адамс — Тамара
- Кевін Неш — Гас
- К'оріанка Кілчер — Нікі
- Ітан Саплі — Ной
- Еммі Рейвер-Лемпман — Белла
- Білл Берр — офіцер поліції
- Ніколь Лаліберт — Зої
- Люк Форбс — Джонс
- Ронні Джин Блевінс — Кіт
- Кейден Бойд — капрал Левіц

## Виробництво
Крім спільної роботи над фільмом режисером, Татум також зіграє головну роль. У грудні 2020 року до акторського складу приєдналася К'оріанка Кілчер.
Зйомки фільму почалися в середині 2020 і пройшли в Лос-Анджелесі під час пандемії COVID-19.

## Випуск
Прем'єра фільму в США відбулася 18 лютого 2022.